# Rival Schools: United By Fate
Rival Schools: United By Fate, lançado no Japão como (私立ジャスティス学園 LEGION OF HEROES, Shiritsu Justice Gakuen: Legion of Heroes), e abreviado para Rival Schools para a versão do PlayStation, é um jogo de luta produzido pela Capcom. Lançado em Arcades e mais tarde levado para o PlayStation, é o primeiro jogo da série Rival Schools.

## Jogabilidade
O modo principal de luta é melhor descrito como um Marvel vs. Capcom 3D, com algumas diferenças notáveis. Controle preciso, o jogo varia de outros jogos de luta por usar somente quatro botões (dois socos e dois chutes) ao invés do tradicional seis botões. O jogador escolhe a dupla que quer jogar, e luta contra outra dupla. Apesar disso as lutas são um contra um, com o parceiro somente participando sendo chamado se o jogador tiver barra de "Vigor" suficiente para um Team Up attack feito com o pressionamento dos botão de soco e chute do mesmo nível. Os Team Up attacks seriam uma espécie de ataques duplos executados pelo personagem e parceiro, ou ( para muitos personagens femininos Team Up) curará ou dará mais Vigor para o personagem controlado. Depois do término de um round, o jogador pode trocar de personagem para o próximo round não importando se venceu ou perdeu, ou continuar com o mesmo personagem. A barra de "Vigor" (essencialmente uma barra de ataque especial) pode aumentar para 9 níveis, com os Team Ups custando dois níveis e os Super Moves (Ataques Especiais) custando um nível da barra. Assim como a série Marvel vs. Capcom, lançamentos podem ser feitos permitindo os combos aéreos, com todos os personagens possuindo lançamentos baixos e
altos.
O jogo também tem poucas técnicas defensivas.
- Tardy Counters atuam mais como Alpha Counters da série Street Fighter Alpha, permitindo o jogador contra atacar de uma posição de defesa. Entretanto as restrições nos Tardy Counters são muito lassas; qualquer ataque forte, normal, especial ou super ataque pode ser usado como Tardy Counter (Alpha counters são apenas limitados para certos ataques especiais para cada personagem) e Tardy Counters não custa nenhuma barra extra de "Vigor" para serem executados (Alpha counters requerem pelo menos um nível da uma barra de especial para serem feitos).
- Attack Cancels permite que o jogador cancele um hit que está por vir com um hit ataque que cancelará ambos (embora ele não cancele ataques multi hits).

## Ports
Depois de seu lançamento inicial no arcade, o jogo foi levado para o PlayStation. A versão do jogo do PlayStation veio em dois CDs. O primeiro disco inclui o jogo original do arcade e os modos principais inclusos em muitas versões caseiras de jogos de luta. A Capcom melhorou o jogo original com animações introdutórias e seqüências finais, assim como a adição de voz sobre o modo Story no single player. A conversão também, adicionou dois novos personagens, Hayato Nekketsu e Daigo Kazama.
O segundo disco, chamado Evolution Disc, apresenta diversos jogos novos para complementar o original do arcade. Este disco inclui diversos minigames baseados em algumas atividades dos estudantes e o Nekketsu Seisyun Nikki mode, um modo de criação de personagens na forma de simulação diária. Neste modo, o jogador é capaz de criar um estudante e passar por um ano típico estudantil. Neste período, o personagem criado pode desenvolver amizades com qualquer personagem de várias escolas, o que permite dar ao personagem criados e revelar um pouco da existências dos personagens e suas histórias. Uma vez que o ano escolar do terminado personagem acabou, ele pode ser usado em modo de luta normal, com exceção do original modo Arcade.
A Capcom traduziu a maioria dos jogos do Evolution Disc para o mercado não japonês, e planejou incluir o modo de criação de personagem (renomeado como "School Life"), mas, mais tarde abandonou o modo de criação de personagem, dizendo que ia levar muito tempo para traduzí-lo. O resto dos modos extras no Evolution Disc foram ainda inclusos na versão ocidental.

### Nekketsu Seisyun Nikki 2
No Japão, a Capcom lançou uma atualização do jogo, Shiritsu Justice Gakuen: Nekketsu Seisyun Nikki 2 (Japonês: 私立ジャスティス学園 熱血青春日記2, Shiritsu Justice Gakuen: Nekketsu Seisyun Nikki 2), exclusivamente para o PlayStation. As mudanças mais notáveis incluindo a adição de dois personagens novos ao jogo, Ran Hibiki da Taiyo High School  e Nagare Namikawa da Gorin High School, assim como uma versão completamente nova e melhorada do modo de simulação de personagem Nekketsu Seisyun Nikki, no qual permitiu à Capcom adicionar mais atividades e detalhes da trama do jogo. O "2" no título causou que alguns fãs Estadunidenses e Mídia a se enganarem com o jogo como seqüência, um desentendimento no qual ainda existe entre alguns de fãs de hoje.

## Trama
A estrutura de jogo single player de Rival Schools varia de acordo como os personagens são escolhidos. Se dois personagens da mesma escola forem selecionados (com  poucas exceções), o modo single player partirá em uma progressão de história com lutas prédeterminadas e cada luta precede e termina com cenas em 2D explicando a história. Se dois personagens de escolas diferentes forem escolhidos, o modo single player ocorrerá similarmente a outros jogos de luta, com a escolha do jogador a dupla lutará contra outras duplas aletóriamente antes de enfrentar o chefe. No arcade, a seleção de personagem foi inicialmente limitada para escolher dois personagens da mesma escola e a seleção livre de personagens era acessível ao decorrer do tempo; as versões do PlayStation, no qual incluíam todos os personagens em oposição, tinham nenhuma restrição.
A história apresenta o jogador a uma cidade japonesa, onde diversas escolas são vítimas de ataques desconhecidos e raptos de estudantes e equipes. Os vários personagens do jogo vão atrás de descobrir quem é o responsável pelos ataques nas escolas deles, com cut scenes e lutas que ilustram as interações deles com outras escolas  e entre eles mesmos. Eventualmente, a história revela que uma escola de elite da cidade,a Justice High,  é a responsável pelos ataques. A dupla do jogador eventualmente enfrenta Raizo Imawano, o diretor da escola, e o primeiro chefe do jogo. Se os certos requerimentos são atingidos durante a luta contra Raizo, a história continua e o jogador enfrenta Hyo Imawano,sobrinho de Raizo e o verdadeiro mandante por detrás dos eventos do jogo.

## Personagens
Há um total de seis escolas no jogo que contam com estudantes, diretos e professores entre os personagens.

### Taiyo High School
- Batsu Ichimonji - O personagem principal do jogo. Um estudante que foi transferido recentemente para a Taiyo High, ele está procurando pela mãe dele que foi raptada.
- Hinata Wakaba - Aluna do primeiro ano da Taiyo. Ela imediatamente se junta a Batsu na investigação do desaparecimento da mãe dele .
- Kyosuke Kagami - Aluno do primeiro ano e membro do comitê de ética da escola. Ele também se une a Batsu em sua na investigação dele.
- Hayato Nekketsu - Aparece primeiro na versão do PlayStation. Um professor de educação física da Taiyo, ele busca as pessoas responsáveis pelos ataques em ordem de ajudar seus estudantes.
- Ran Hibiki - Aparece somente em Nekketsu Seisyun Nikki 2, ela é jornalista do jornal estudantil da Taiyo procurando por notícias nos raptos e ataques.

### Gorin High School
- Shoma Sawamura - Um jogador de baseball da Gorin. Ele procura pelas pessoas responsáveis por machucarem seu irmão mais velho, Shuichi.
- Natsu Ayuhara - Uma jogadora de voleibol da Gorin. como Shoma, ela procura pelas pessoas responsáveis por machucarem seus pupilos juniores.
- Roberto Miura - Um jogador de futebol da Gorin. Ele ajuda Shoma e Natsu na busca de ambos, assim como serve de mediador da discussão dos dois.
- Nagare Namikawa - Aparece somente em Nekketsu Seisyun Nikki 2, ele é aluno do terceiro ano e nadador da Gorin. Ele investiga os incidentes por conta própria, enquanto fica de olho em Shoma.

### Gedo High School
- Akira Kazama - Aluna do primeiro ano, entra disfarçada na Gedo, fingindo ser irmão mais velho do líder da gangue da escola. Mais tarde Akira revela ser a irmã mais nova dele.
- Eiji "Edge" Yamada - Um estudante metido a ninja da Gedo e membro da gangue da escola. Ele é um estudante que se une à Akira em busca do chefe da gangue.
- Gan Isurugi - Um estudante pesado na Gedo, lutador de sumô e membro do gangue da escola. Como o Edge, ele ajuda Akira em busca do irmão mais velho dela.
- Daigo Kazama - Aparece primeiro na versão do jogo para PlayStation. O líder dos estudantes da gangue da Gedo, ele se preocupa com sua cidade natal e busca as pessoas responsáveis pelo ataque querendo vingança delas.

### Pacific High School
- Roy Bromwell - Um aluno de intercâmbio dos Estados Unidos. Ele está investigando os ataques e raptos a pedido de seu pai que é político renomado de seu país.
- Tiffany Lords - Outra estudante estrangeira de intercâmbio, e animadora de torcida. Ela acompanha Roy em sua investigação, não somente para ajudar a resolver o caso mas também para impressioná-lo.
- Boman Delgado - Um estudante estrangeiro de intercâmbio e sacerdote em treino. Ele se junta a Roy e Tiffany para ajudar a resolver o caso, embora lutar seja contra seus princípios de moral.

### Justice High School
- Hideo Shimazu - Um professor de língua japonesa. Ele está recrutando novos alunos para a High a mandado do direto da mesma.
- Kyoko Minazuki - enfermeira da escola. Ela foi mandada a se unir com Hideo para recrutar estudantes para a escola.
- Raizo Imawano - O diretor da Justice High. Parece ser o mandante dos raptos e ataques nas outras escolas. Mais tarde ele é revelado ser o pai de Batsu e tio de Kyosuke e Hyo. Aparece como sub-chefe, e é selecionável nas versões do Playstation ou no arcade por liberação com o tempo ou recorde.
- Hyo Imawano - Um estudante da Justice High. Ele é o verdadeiro mandante por trás dos eventos do jogo. Ele aparece como chefe final, e é selecionável nas versões do Playstation ou no arcade por liberação com o tempo ou código.

### Tamagawa Minami High School
- Sakura Kasugano - Uma personagem crossover dos jogos Street Fighter Alpha. Amiga de infância de Hinata e Natsu, ela as ajuda em encontrar as pessoas responsáveis pelos ataques e raptos nas escolas.